# Антифашистская скупщина народного освобождения Сербии
Большая антифашистская народно-освободительная скупщина Сербии (серб. Велика антифашистичка народно-ослободилачка скупштина Србије) или Антифашистская скупщина народного освобождения Сербии (серб. Антифашистичка скупштина народног ослобођења Србије), сокращённо АСНОС — руководящий комитет антифашистского партизанского движения Сербии в период Второй мировой войны.

## История
Скупщина впервые созвана 9 ноября 1944, её первое заседание состоялось в Белграде и продолжалось с 9 по 12 ноября по инициативе Главного народно-освободительного комитета Сербии, образованного 17 ноября 1941. Среди 883 делегатов заседания были маршал Иосип Броз Тито, доктор Иван Рибар (оба от АВНОЮ), генерал Арсо Йованович (от имени Верховного штаба НОАЮ), Милован Джилас (от имени ЦК КПЮ), Эдвард Кардель (от имени Словенского народно-освободительного совета и словенского народа), Андрия Хебранг (от ЗАВНОХ), Митар Бакич (от имени черногорского народа), Димитар Влахов (от имени македонского народа), Йован Веселинов (от имени делегации Воеводины), доктор Раде Прибичевич (от имени сербов в Хорватии) и Коча Попович (от имени Главного штаба НОАЮ в Сербии).
По происхождению на Большой антифашистской народно-освободительной скупщины Сербии делегаты были не только из Белграда, но и из городов Крагуевац, Кралево, Пожаревац, Младеновац, Пирот, Шабац, Лесковац, Ниш, Чачак, Крушевац, Вране, Валево, Ужице и многих других, с рек Морава, Топлица, Тимок, а также из соответствующих округов.
Отчёты составляли доктор Благое Нешкович (о деятельности Главного народно-освободительного комитета Сербии и деятельности представителя Главного народно-освободительного комитета Сербии на втором съезде АВНОЮ), Александр Ранкович (о политическом положении Сербии и задачах скупщины), Петар Стамболич (о постановке задач народно-освободительной власти в Сербии) и Сретен Жуйович (о политических и экономических задачах Сербии).
Было принято предложение о конституционном признании Антифашистской скупщины народного освобождения Сербии как верховного законодательного и исполнительного органа государственной власти демократической Сербии. Было избрано Председательство АСНОС в составе следующих людей: доктор Синиша Станкович в качестве председателя, Александр Ранкович, С. Симич и Р. Груйич (заместители председателя) и члены Правительства: Спасения Бабович, Милан Беловукович, Милан Бошкович, Станислав Бошкович, доктор Воислав Дулич, Живота Джерманович, Михайло Джурович, Сретен Жуйович, Влада Зечевич, Живко Йованович, Радивое Йованович, Светозар Крстич, Милован Крджич, Мома Маркович, Добрица Маткович, Милосав Милосавлевич, Митра Митрович, Петар Мудринич, Благое Нешкович, Живоин Николич, Слободан Пенезич, Миливое Перович, Моше Пьяде, Коча Попович, Милентие Попович, Владислав Рибникар, Павле Савич, Милан Смилянич, Мита Станисавлевич, Лука Стоянович, Миялко Тодорович, Радомир Тодорович, Животие Цветкович и Михайло Швабич.
Большая антифашистская народно-освободительная скупщина Сербии приняла решение об одобрении деятельности Главного народно-освободительного комитета Сербии, как и о деятельности его представителей на Втором съезде АВНОЮ. Предложение о признании АСНОС как верховного законодательного и исполнительного органа государственной власти в демократической Сербии имело обязательную силу. Скупщина постановила Главному народно-освободительному комитету Сербии расширить и реструктуризировать АСНОС для предоставления её как верховного органа государственной власти демократической Сербии. Тем самым была установлена преиемственность между образованной в ноябре 1941 года властью, поднявшей восстание против оккупантов Сербии, и Антифашистской скупщиной народного освобождения Сербии, образованной на территории освобождённой страны.
Большая антифашистская народно-освободительная скупщина Сербии избрала депутатов в первый состав Антифашистской скупщины народного освобождения Сербии и приняла законы «О суде за совершения преступлений против сербской национальной чести», «Об учреждении земельной комиссии по расследованию преступлений оккупантов и их пособников» и «Об основании Банка Сербии». 1 декабря 1944 новообразованное Председательство АСНОС приняло закон «О создании и деятельности народно-освободительного комитета и народно-освободительной скупщины демократической Сербии».